# Bahnhof Großgründlach
Der Haltepunkt Großgründlach war ein Bahnhof in Nürnberg, lag an der Bahnstrecke Nürnberg–Bamberg, befand sich im Norden der Stadt auf dem Gebiet des Stadtteils Kleingründlach und war von 1876 bis 1991 in Betrieb.

## Geschichte
Der Bahnhof wurde 1876 von der Königlich Bayerischen Staatseisenbahnen im Zuge der Verlegung der Ludwig-Süd-Nord-Bahn in Fürth (Fürther Kreuzung – Fürth Bahnhof – Fürth-Unterfarrnbach – Vach – Großgründlach, so genannter „Fürther Bogen“) eingerichtet und wegen rückläufiger Fahrgastzahlen am 2. Juni 1991 aufgelassen. Das unter Denkmalschutz stehende Stationsgebäude wurde 2003 abgerissen.
Im Zuge der Streckenerneuerung zwischen Erlangen und Vach wurden im Sommer/Herbst 2012 die Bahnsteige und verbliebene Anlagen komplett abgerissen.

## Bilder

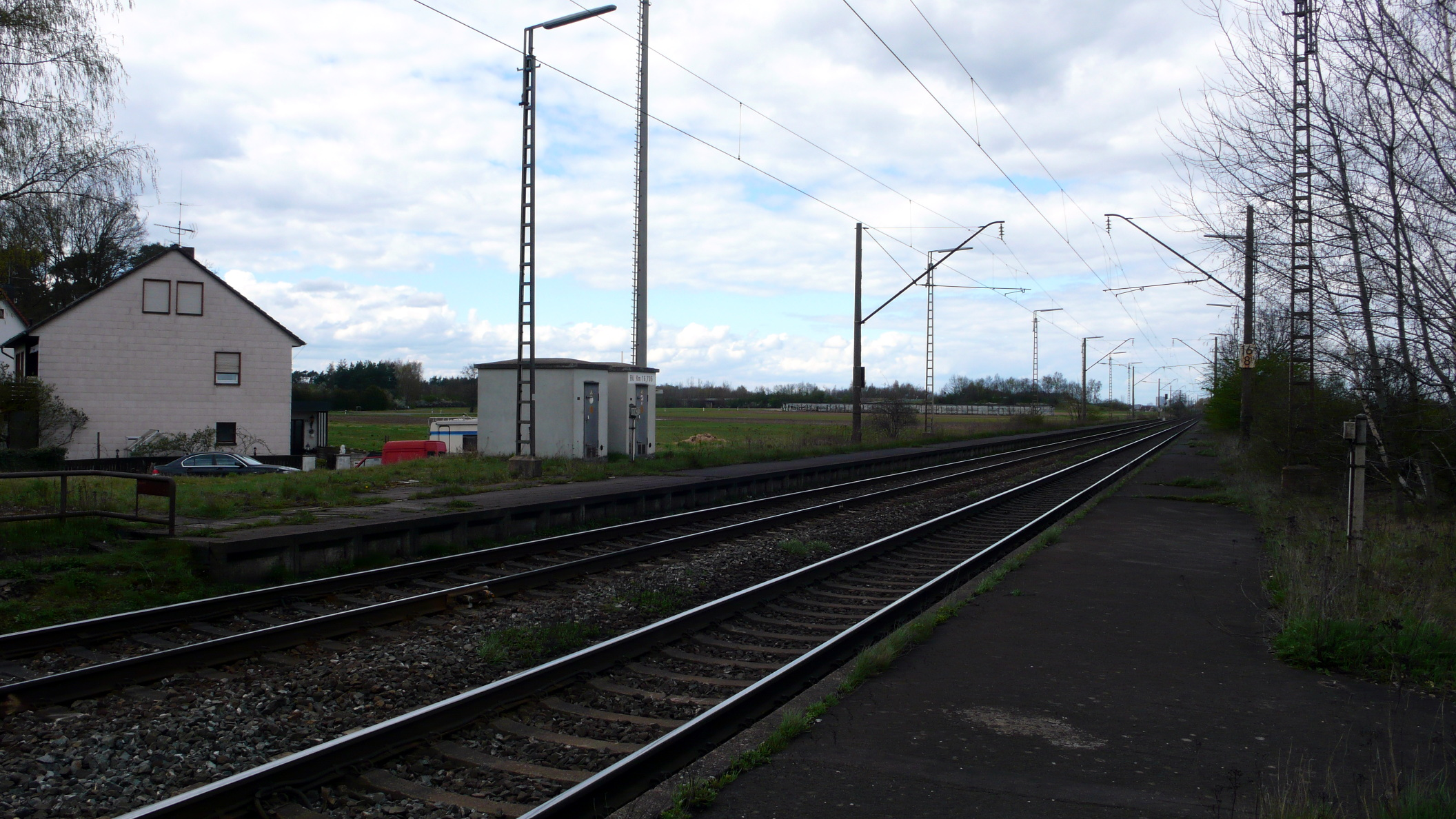
Ehemalige Bahnsteige